# Брезој (Валча)
Брезој (рум. Brezoi) насеље је у Румунији у округу Валча у општини Брезој. Oпштина се налази на надморској висини од 317 m.

## Становништво
Према подацима из 2002. године у насељу је живело 5248 становника.

### Попис2002.
| Расподела становништва по националности 2002.‍ | Расподела становништва по националности 2002.‍ | Расподела становништва по националности 2002.‍ | Расподела становништва по националности 2002.‍ | Расподела становништва по националности 2002.‍ |
| --------------------------------------------- | --------------------------------------------- | --------------------------------------------- | --------------------------------------------- | --------------------------------------------- |
|                                               |                                               |                                               |                                               |                                               |
| Румуни                                        | Румуни                                        |                                               | 5.208                                         | 99,3%                                         |
| Мађари                                        | Мађари                                        |                                               | 10                                            | 0,2%                                          |
| Роми                                          | Роми                                          |                                               | 5                                             | 0,1%                                          |
| Украјинци                                     | Украјинци                                     |                                               | 7                                             | 0,1%                                          |
| Немци                                         | Немци                                         |                                               | 8                                             | 0,2%                                          |
| Италијани                                     | Италијани                                     |                                               | 8                                             | 0,2%                                          |